# Snezhnaya koroleva
Snezhnaya koroleva (bra: O Reino Gelado) é um filme de animação russo de 2012, computadorizado em 3D e dirigido por Vladlen Barbe e Sveshnikov Maxim. Foi produzido pela Wizart Animation e é baseado no conto A Rainha da Neve, escrito por Hans Christian Andersen. O filme foi lançado em 27 de dezembro de 2012, na Rússia, e o lançamento no Brasil foi em 22 de fevereiro de 2013, quase um ano antes do lançamento do filme da Disney Frozen, que foi lançado em 27 de novembro de 2013.

## Sinopse
Desejando criar um novo mundo no qual o vento polar esfrie as almas humanas, a Rainha da Neve cobriu o planeta com gelo e ordenou a destruição de todas as artes e artistas. De acordo com as previsões de um espelho mágico, a última ameaça aos seus planos estaria no mestre-vidreiro Vegard, cujos espelhos refletem as almas das pessoas. Vegard e sua esposa Una são sequestrados, deixando seus filhos Kai e Gerda para trás. O tempo passa e os servos da Rainha capturam também Kai, acreditando que o garoto é o sucessor de seu pai. Mas sua irmã Gerda, uma jovem muito corajosa, embarca em uma jornada pelo reino, encarando todos os obstáculos para salvar o irmão e voltar a aquecer os corações das pessoas.

## Elenco[4]
- Ivan Okhlobystin como Orme o Troll
- Dmitry Nagiev como Housemaster
- Yuri Stoyanov como o Rei
- Anna Ardova como Robber Hag
- Anna Shurochkina como Gerda
- Lyudmila Artemyeva como Flower Lady

## Recepção
JM Willis comentou que gostou dos personagens, mas "a animação, a história e a trilha sonora são suficientes para ajudar este filme a se destacar." Já o The Village Voice o avaliou como "visualmente cru e narrativamente confuso."